# Camilo Suárez
Camilo Andrés Suárez Albarracín (18 de septiembre de 1988) es un ciclista profesional de Colombia.

## Palmarés
2007
- 2.º en el Campeonato de Colombia Contrarreloj Sub-23

2009
Campeón de la Clásica Soacha.
Campeón de las metas volantes de la Clásica Soacha.
Subcampeón de premio de montaña Clásica de Soacha.
Octavo en la cuarta etapa del Tour de Bauce.
Año 2008
Quinto lugar en el prólogo de la vuelta a Colombia Sub-23
Campeón Clásica de Soacha.
Año 2007
Ganador del Prólogo de la Vuelta a Colombia Sub-23.
Medalla de plata en la contra reloj de los campeonatos nacionales.
Medalla de oro en la contra reloj de los campeonatos distritales.
Medalla de oro ruta distrital de Bogotá.
Segundo en la Clásica Rionegro categoría Sub-23.
Año 2006
Ganador del prólogo de la vuelta al porvenir.
Medalla de plata eliminación omnium internacional de pista (categoría única).
Medalla de bronce prueba por puntos omnium internacional de pista (categoría única).
Puesto 22 en la clasificación general del tour de l’ abitibi (Canadá).
Medalla de plata en la persecución por equipos campeonatos panamericanos juveniles.
Medalla de oro en la persecución por equipos campeonatos nacionales.
Medalla de bronce scratch campeonatos nacionales.
Medalla de oro persecución individual 3000 m distritales.
Año 2005
Medalla de oro prueba por puntos omnium nacional de pista.
Medalla de oro persecución por parejas omnium nacional de pista.
Medalla de oro scratch omnium nacional de pista.
Medalla de oro eliminación omnium nacional de pista.
Medalla de bronce en persecución por equipos campeonatos panamericanos.
Año 2004
Medalla de oro C.R.I. departamentales Cundinamarca.
Medalla de oro scratch departamentales Cundinamarca.

## Equipos
- Colombia es Pasión (2008-2011)
  - Colombia es Pasión-Coldeportes (2008)
  - Café de Colombia-Colombia es Pasión (2009)
  - Colombia es Pasión 4-72 Cafe de Colombia(2010)
  - Colombia es Pasión-Café de Colombia (2011)
- EPM-UNE (2012)
- 472-Colombia (2013-2014)